# Podravka

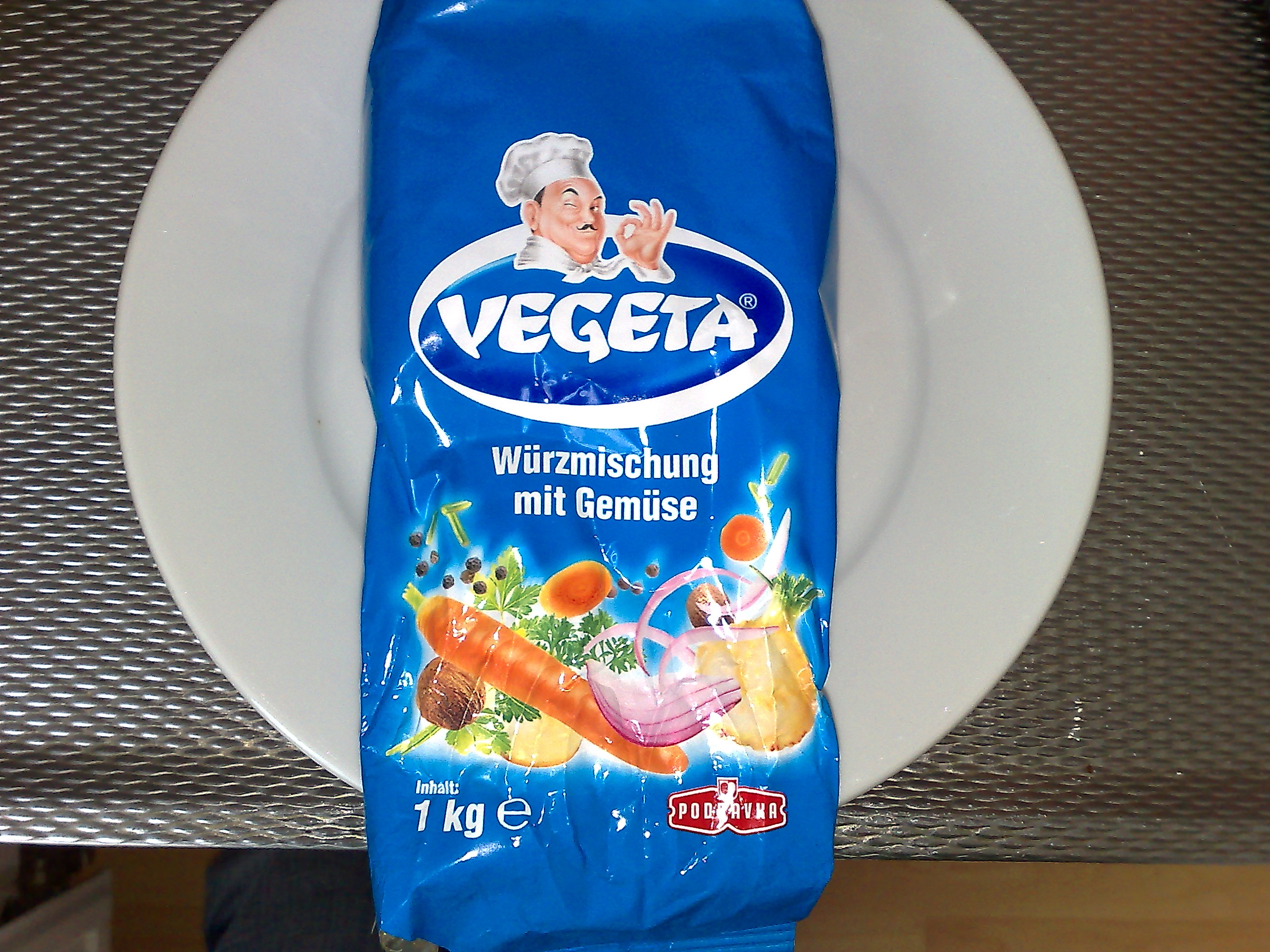
Вегета, самый известный бренд компании

Podravka (По́дравка) — крупнейшая компания пищевой промышленности Хорватии. Основана в 1934 году. Широко известна по всему миру своим продуктом, приправой Вегета, однако кроме неё производит широкий спектр продуктов питания и напитков. Штаб-квартира и главные производственные мощности располагаются в городе Копривница. Листинг на Загребской фондовой бирже. Одна из 25 компаний, включённых в ключевой хорватский фондовый индекс CROBEX.

## История
Компания основана в 1934 году братьями Вольф. Название происходит от имени региона Подравина. В 1947 году компания национализирована, в послевоенные годы Подравка выпускает главным образом конфеты, десерты, сиропы, приправы и мясные консервы. В 1959 году под руководством Златы Бартл была создана и выпущена на рынок приправа Вегета, которая стала самым большим коммерческим успехом компании и ныне продаётся более чем в 40 странах мира.
В 1993 году после обретения Хорватией независимости компания вновь приватизирована и превращена в открытое акционерное общество. В 1998 году вышла на биржу, акции размещаются на Загребской фондовой бирже. Компания Подравка — основной спонсор сильнейшего хорватского женского гандбольного клуба Подравка Копривница. С 2006 года Подравка — главный спонсор Открытого чемпионата Хорватии по теннису. Также является спонсором ХК «Медвешчак».

## Продукция и бренды
- Вегета (Vegeta) и Важивко (Warzywko) — приправы
- Студена (Studena) и Студенац (Studenac) — бутилированная вода
- Эва (Eva) — рыбные консервы
- Талльянетта (Tallianetta) — паста
- Витал Фини-Мини (Vital Fini-Mini) — супы в мини-упаковке
- Фант (Fant) — полуфабрикаты
- Белсад (Belsad) — мармелады и джемы
- Смс (Sms) — растительное масло
- Провита (Provita) — хлопья из злаков
- Чоколино (Čokolino) и Лино (Lino) — детское питание
- Долчела (Dolcela) — сливочные кремы
- Леро (Lero) — соки
- Квики (Kviki) — солёные закуски

Podravka также выпускает широкий спектр консервированных овощей и закусок, включая айвар.